# Pabellón auricular
El pabellón auricular, pinna, aurícula u oreja es la única parte visible del oído.
El pabellón auricular es una estructura cartilaginosa (compuesta por cartílago y piel) cuya función es captar las vibraciones sonoras y redirigirlas hacia el interior del oído.
Muchos animales son capaces de mover a voluntad el pabellón auricular hacia la dirección de la que procede el sonido (por ejemplo, los perros). En cambio, el pabellón auricular humano es mucho menos móvil; pero no carece totalmente de movimiento, pues no se posee control voluntario de los músculos sobre su orientación. Algunos sujetos pueden lograr mover sus orejas levemente bajo entrenamiento.  
A medida que el ser humano envejece, las orejas continúan su crecimiento, el lóbulo cae por gravedad tomando mayores proporciones y el acceso al canal auditivo, el trago y el antitrago  adquieren mayor pilosidad.
Sin la existencia de esta estructura helicoidal, que como un embudo canaliza el sonido, las ondas frontales llegarían al oído de forma tangencial y el proceso de audición resultaría menos eficaz, pues gran parte del sonido se perdería:
- parte de la vibración no penetraría en el oído,
- parte de la vibración rebotaría sobre la cabeza y volvería en la dirección de la que procedía (reflexión)
- parte de la vibración lograría rodear la cabeza y continuar su camino (difracción).[cita requerida]

El pabellón tiene esa forma porque le permite captar y dirigir las ondas sonoras hacia el oído medio donde se encuentra el tímpano

## Las partes de la oreja
Las partes de una oreja son: 
1. Hélice
2. Escafa
3. Fosa Triangular
4. Antihélice
5. Concha
6. Trago
7. Antitrago
8. Lóbulo

## Historia y simbolismo
La oreja entre los antiguos politeístas estaba consagrada a Mnemosina por cuya razón le ofrecían algunas orejas de plata. Uno de los presagios a que ellos atendían era el zumbido de las orejas. Si el zumbido se sentía en la oreja derecha, era un amigo el que hablaba de ellos y si en la izquierda, un enemigo. Esta superstición no se ha desterrado totalmente entre nosotros.
Estrabón habla de unos pueblos imaginarios que dice tenían unas orejas tan largas que les llegaban hasta los pies de modo que, añade, dormían sobre sus orejas por lo cual les da el nombre en griego de enotocetas. Esta fábula tendría origen en algún adorno particular de la cabeza que usarían estos pueblos y que les cubriría la cabeza, las espaldas y los costados.
La corza, hembra del corzo, al lado de la liebre era entre los egipcios el símbolo del oído por tenerlo muy fino estos animales y en el fondo del cuadro, se veían las montañas que producen el eco.

## Formas de orejas
No existen dos individuos con las orejas exactamente iguales, varían en tamaño y forma ya sea siendo pequeñas o decididamente predominantes en la cabeza. Pueden ser de lóbulo pequeño, grande o casi inexistente, con forma redonda, puntiaguda o caída. Con un antihelix predominante o inexistente.

### Orejas despegadas
Las orejas despegadas (también denominadas prominentes o en lenguaje coloquial "orejas de soplillo") son la deformidad congénita de cabeza y cuello más frecuente.
Cuando la deformidad es muy acusada puede ser causa de problemas psicológicos y de adaptación social en niños, y sobre todo en adolescentes y jóvenes. En estas circunstancias se puede optar por la corrección quirúrgica o el uso de prótesis correctoras de resultados variables pero que pueden probarse antes de recurrir a la cirugía.